# 種植道
種植道（英語：Plantation Road），是一條香港的行車道路，位於香港島中西區山頂區，沿路是高尚住宅。海拔約370米至450米。
種植道除了地勢高之外，同時位於山頂區較優越的地理位置，許多座落於種植道的住宅均能享有維多利亞港景色。
於白加道交界設有山頂纜車白加道站。而在山頂道及賓吉道設有巴士站及小巴站，分別是15號新巴巴士和1號專線小巴，來往山頂及中環，方便居民上下山。

## 種植道名人業主（部份）
- 種植道1號：九龍倉集團，共有十五幢別墅
- 種植道11號：九龍倉集團，共有七幢別墅
- 種植道33號，Ridgeway，香港上海滙豐銀行
- 種植道35至37號，雲嶺山莊（Cloudlands）、高雲山莊（Highlands）及奇峰山莊（Cliffs），香港上海滙豐銀行
- 種植道45號，Ardshiel，香港上海滙豐銀行
- 種植道46號，何崇本家族（包括亨景公司、何崇本及何世榮），共有四幢別墅，已出售给伯恩光學創辦人楊建文 (企業家)
- 種植道50號，Fung Shui（風水），香港上海滙豐銀行

## 全港最昂貴的地段之一
種植道為全港最昂貴的地段之一，在2021年3月由會德豐發展的新落成大屋種植道11號1號屋，實用面積為10,804方呎，呎租為125港元，以月租135萬港元出租，1號大屋位於種植道最優越的地理位置，能飽覽整個維多利亞港景色。

## 交通
山頂纜車
- 白加道站

巴士
小巴